# Kaplica Jerozolimska w Olsztynie
Kaplica Jerozolimska (Kaplica filialna pw. Krzyża Świętego) w Olsztynie została wybudowana w drugiej połowie XVI wieku przy zbiegu dzisiejszych ulic Grunwaldzkiej i Jagiełły. Jest to jeden z najstarszych zachowanych zabytków olsztyńskiej architektury.
Kaplica ta została wzniesiona przy nieistniejącym już dziś szpitalu św. Jerzego, gdzie przebywały osoby zarażone chorobami zakaźnymi. Mimo że w kręgu jej administratorów znajdowali się prepozyci szpitala, nie pełniła funkcji kaplicy szpitalnej. Poświęcona jest kultowi Męki Pańskiej. Na cmentarzu znajdującym się w owych czasach w pobliżu kaplicy grzebano ofiary epidemii. W średniowieczu i kolejnych epokach kaplica odwiedzana była przez pielgrzymów zmierzających na odpusty do pobliskiego Gutkowa i Jonkowa.

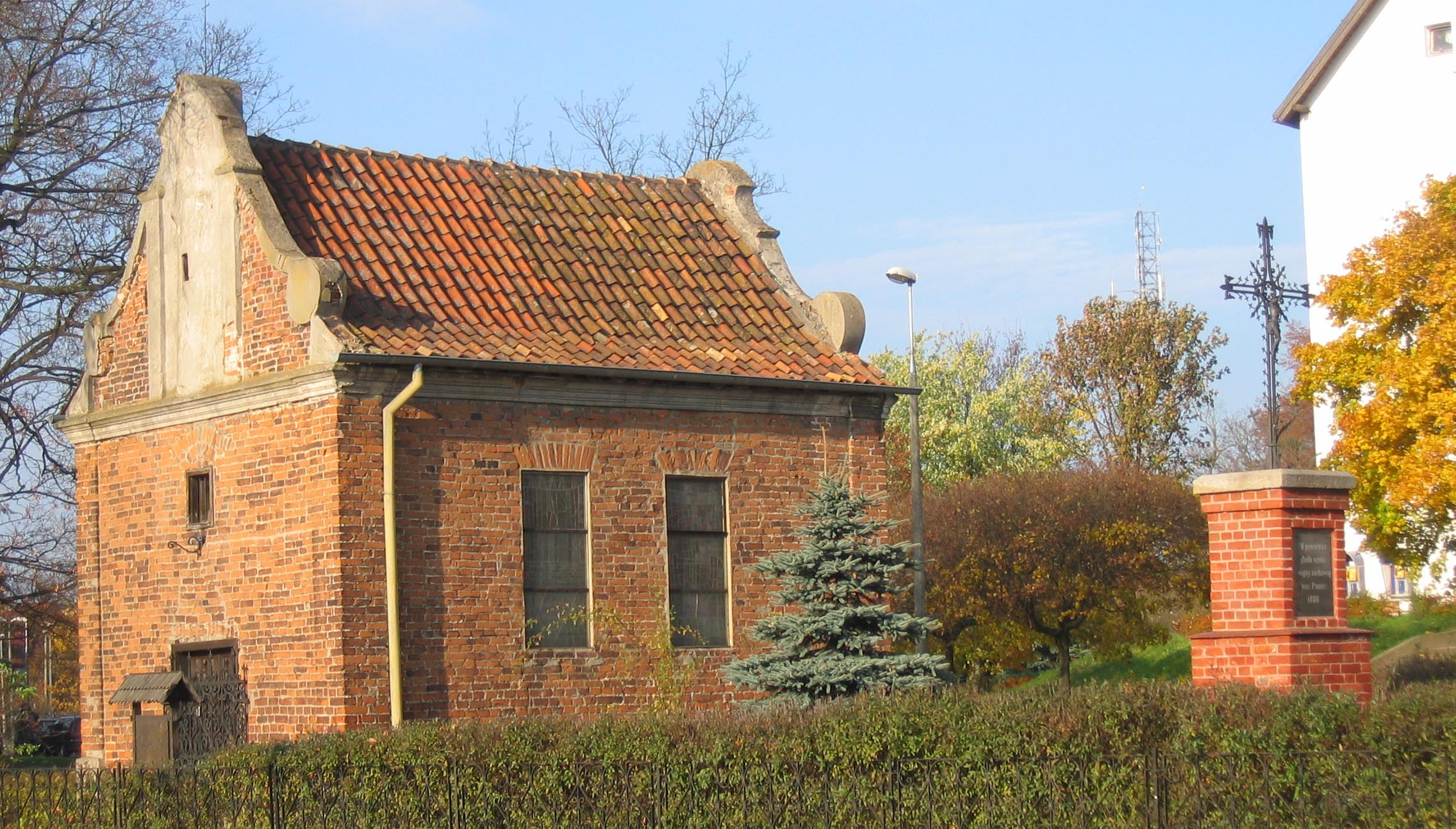

Kaplica Jerozolimska została przebudowana w 1609 roku, a następnie za sprawą członka rady miejskiej Piotra Poleskiego odrestaurowana w 1775 roku.
Wewnątrz kaplicy znajduje się ołtarz wyposażony w krucyfiks z postacią Chrystusa i dwa krzyże z wiszącymi na nich łotrami. Na bocznych ścianach wiszą trzy wartościowe obrazy. Obok kaplicy stoi krzyż, będący upamiętnieniem epidemii cholery z 1866 roku, przeniesiony tu w 1975 roku z alei Warszawskiej. Obecnie teren kaplicy otoczony jest ozdobnym ogrodzeniem.